# Lliga espanyola de futbol americà femenina
|  | Aquest article és sobre la competició femenina. Per a la competició masculina, vegeu Lliga espanyola de futbol americà masculina |

La Lliga espanyola de futbol americà femenina, oficialment LFFA Sèrie A, és una competició oficial de futbol americà. De caràcter anual, fou creada l'any 2011 i és organitzada la Federació Espanyola de Futbol Americà. Els clubs participants disputen una primera fase en format lligueta, celebrant-se, posteriorment, una fase final en format de play-offs. La final rep la denominació de Woman Spanish Bowl. El gran dominador de la competició és el Barberà Rookies amb deu títols.

## Historial
| En negreta = Equip guanyador (1) = Nombre de títols 1-1 = Marcador campió-subcampió |

| Edició | Data       | Guanyador                  | Res.         | Finalista              | Seu                            | MVP Final              | Refs.  |
| ------ | ---------- | -------------------------- | ------------ | ---------------------- | ------------------------------ | ---------------------- | ------ |
| I      | 01-05-2011 | Barberà Rookies (1)        | 26-6         | Las Rozas Black Demons | Can Llobet, Barberà del Vallès | Patricia Meixide (ROO) | [ 3 ]  |
| II     | 2012       | Barberà Rookies (2)        |              | Las Rozas Black Demons |                                |                        |        |
| III    | 2013       | Barberà Rookies (3)        |              | Las Rozas Black Demons |                                |                        |        |
| IV     | 09-06-2014 | Barberà Rookies (4)        | 21-12        | Barcelona Búfals       | Calataiud                      |                        | [ 4 ]  |
| V      | 15-06-2015 | Las Rozas Black Demons (1) | 38-26        | Barberà Rookies        | Calataiud                      | Lara Rodríguez (BLA)   | [ 5 ]  |
| VI     | 13-06-2016 | Barberà Rookies (5)        | 46-12        | Barcelona Búfals       |                                | Anna Fernández (ROO)   | [ 6 ]  |
| VII    | 22-05-2017 | Barberà Rookies (6)        | 46-8         | Terrassa Reds          | Can Llobet, Barberà del Vallès | Mónica Rafecas (ROO)   | [ 7 ]  |
| VIII   | 26-05-2018 | Barberà Rookies (7)        | 27-6         | Barcelona Búfals       | Can Llobet, Barberà del Vallès | Sabrina Marques (ROO)  | [ 8 ]  |
| IX     | 25-05-2019 | Valencia Firebats (1)      | 12-6         | Barberà Rookies        | Estadio José Barnés, Múrcia    | Alicia Miguel (FIR)    | [ 9 ]  |
| X      | 2020       | Barberà Rookies (8)        | 42-8 / 14-30 | Barcelona Búfals       | Final a doble partit           |                        | [ 10 ] |
| XI     | 2021       | Barberà Rookies (9)        | 34-6 / 6-34  | Barcelona Búfals       | Final a doble partit           |                        | [ 11 ] |
| XII    | 21-05-2022 | Barberà Rookies (10)       | 31-8         | Barcelona Búfals       | Can Llobet, Barberà del Vallès | Mónica Rafecas (ROO)   | [ 12 ] |

## Palmarès
| Equip                  | Campió | Subcampió | Finals | Anys campió                                                | Anys subcampió                     |
| ---------------------- | ------ | --------- | ------ | ---------------------------------------------------------- | ---------------------------------- |
| Barberà Rookies        | 10     | 2         | 12     | 2011, 2012, 2013, 2014, 2016, 2017, 2018, 2020, 2021, 2022 | 2015, 2019                         |
| Las Rozas Black Demons | 1      | 3         | 4      | 2015                                                       | 2011, 2012, 2013                   |
| Valencia Firebats      | 1      | 0         | 1      | 2019                                                       | —                                  |
| Barcelona Búfals       | 0      | 5         | 5      | —                                                          | 2014, 2016, 2018, 2020, 2021, 2022 |
| Terrassa Reds          | 0      | 1         | 1      | —                                                          | 2017                               |